# Vay
Pour l’article homonyme, voir Vay (jeu vidéo).
Vay est une commune de l'Ouest de la France, située dans le département de la Loire-Atlantique en région Pays de la Loire.

## Géographie

### Situation

Situation de la commune de Vay dans le département de la Loire-Atlantique.

Vay est située au nord de la Loire-Atlantique, à 8 km au nord-est de Blain, à 31 km au sud-ouest de Châteaubriant, à 38 km au nord de Nantes et à 62 km au sud de Rennes. La commune est bordée à l'ouest par la forêt domaniale du Gâvre. Les communes limitrophes sont Marsac-sur-Don, Le Gâvre, Blain, La Grigonnais et Nozay.
|          | Marsac-sur-Don |               |
| Le Gâvre | Vay            | Nozay         |
| Blain    |                | La Grigonnais |

### Voies de communication et transports
La commune est traversée dans le sens est-ouest par la route départementale D 2 ; dans le sens nord-sud, c'est la D 44. La ligne d'autocar no 310 (Nantes-Nozay-Derval) du réseau Aléop (réseau de la région Pays de la Loire) passe à Vay.

### Hydrographie, géologie et relief

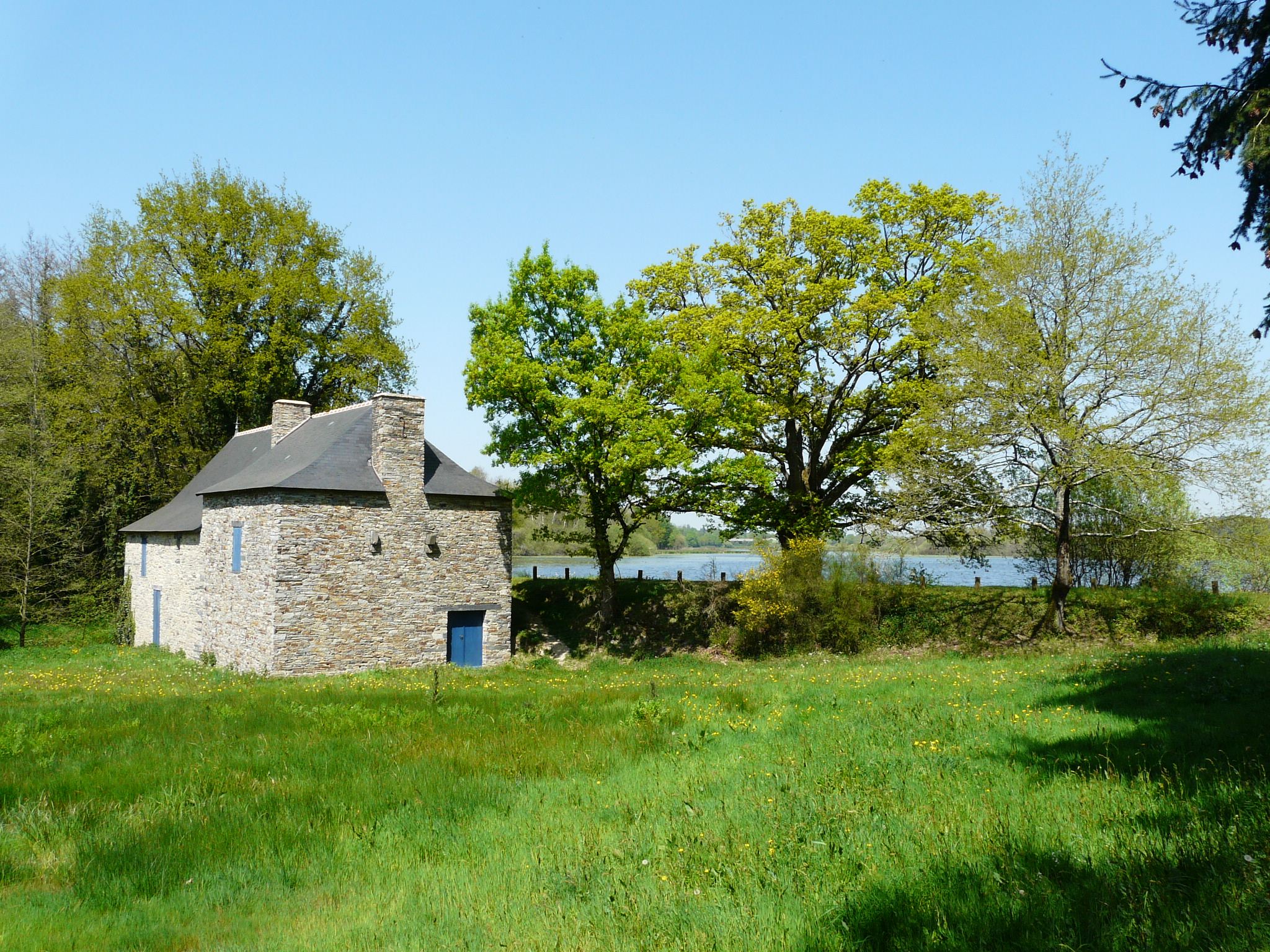
Moulin et étang de Clégreuc.

L'étang de Clégreuc, sur le territoire de la commune, a une superficie de 20 hectares. Il abrite une faune et une flore variées. On y trouve notamment le Butor étoilé, une espèce rare et menacée d'oiseau, et le flûteau nageant, une plante vivace, submergée et flottante qui bénéficie d'une protection européenne. L'étang est déclaré Zone naturelle d'intérêt écologique, faunistique et floristique depuis 1979.
L'altitude de la commune oscille entre 21  et   96 mètres. Le sous-sol de la partie sud de la commune recèle des formations datant du Pliocène.

### Climat
Pour des articles plus généraux, voir Climat des Pays de la Loire et Climat de la Loire-Atlantique.
En 2010, le climat de la commune est de type climat océanique altéré, selon une étude du CNRS s'appuyant sur une série de données couvrant la période 1971-2000. En 2020, Météo-France publie une typologie des climats de la France métropolitaine dans laquelle la commune est exposée à un climat océanique et est dans la région climatique Bretagne orientale et méridionale, Pays nantais, Vendée, caractérisée par une faible pluviométrie en été et une bonne insolation.
Pour la période 1971-2000, la température annuelle moyenne est de 11,7 °C, avec une amplitude thermique annuelle de 13,4 °C. Le cumul annuel moyen de précipitations est de 798 mm, avec 11,5 jours de précipitations en janvier et 6,6 jours en juillet. Pour la période 1991-2020, la température moyenne annuelle observée sur la station météorologique de Météo-France la plus proche, sur la commune de Blain à 10 km à vol d'oiseau, est de 12,1 °C et le cumul annuel moyen de précipitations est de 837,6 mm,. Pour l'avenir, les paramètres climatiques de la commune estimés pour 2050 selon différents scénarios d'émission de gaz à effet de serre sont consultables sur un site dédié publié par Météo-France en novembre 2022.

## Urbanisme

### Typologie
Au 1er janvier 2024, Vay est catégorisée commune rurale à habitat dispersé, selon la nouvelle grille communale de densité à sept niveaux définie par l'Insee en 2022.
Elle est située hors unité urbaine. Par ailleurs la commune fait partie de l'aire d'attraction de Nantes, dont elle est une commune de la couronne,. Cette aire, qui regroupe 116 communes, est catégorisée dans les aires de 700 000 habitants ou plus (hors Paris),.

### Occupation des sols
L'occupation des sols de la commune, telle qu'elle ressort de la base de données européenne d’occupation biophysique des sols Corine Land Cover (CLC), est marquée par l'importance des territoires agricoles (93,9 % en 2018), en diminution par rapport à 1990 (96,2 %). La répartition détaillée en 2018 est la suivante : 
zones agricoles hétérogènes (47,1 %), terres arables (34 %), prairies (12,7 %), zones urbanisées (3,3 %), forêts (2 %), eaux continentales (0,7 %). L'évolution de l’occupation des sols de la commune et de ses infrastructures peut être observée sur les différentes représentations cartographiques du territoire : la carte de Cassini (XVIIIe siècle), la carte d'état-major (1820-1866) et les cartes ou photos aériennes de l'IGN pour la période actuelle (1950 à aujourd'hui).

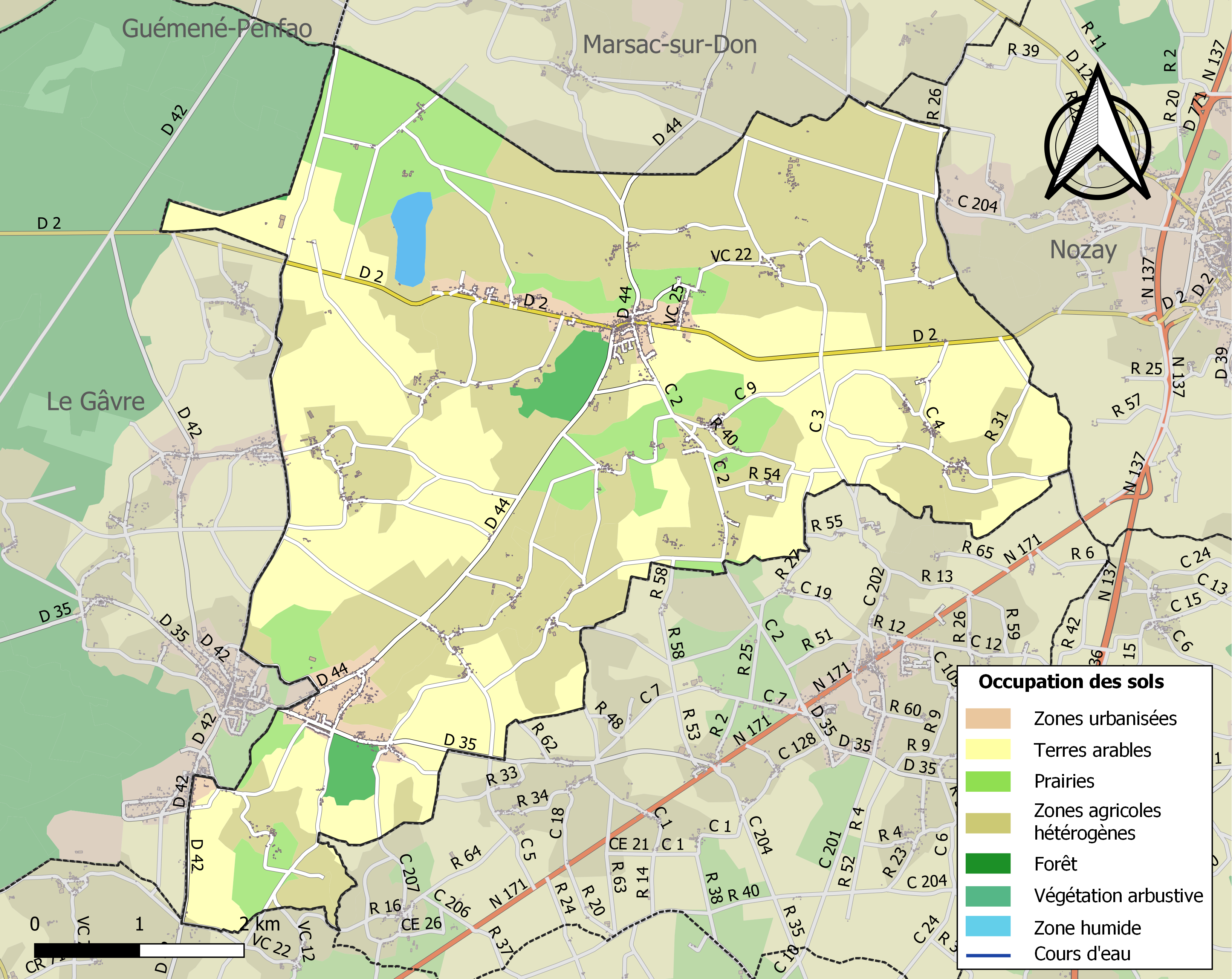
Carte des infrastructures et de l'occupation des sols de la commune en 2018 (CLC).

## Toponymie
Le nom de la localité est attesté sous les formes Eveum en 1287, Vaio en 1330, Vayum au XIVe siècle.
Le prieuré de Saint-Germain est à l’origine de la paroisse de Vay. Selon les différents pouillés relevés notamment dans les cartulaires de l’Yonne et des abbayes de Saint-Germain d’Auxerre, de Redon, de Saint-Gildas des Bois, nous trouvons les formes : Sancti Germani d’Aveio (Bulle papale de 1187) ou encore Saint-Germain de Vaio (pouillé du diocèse de Nantes fin XVe siècle). Il est à noter que certains locuteurs de gallo de la fin du XXe siècle prononcent encore  Vay : « vaille » [vaj].
Vay possède un nom en gallo, la langue d'oïl locale, issue d'enquêtes orales et de sources écrites : Vai selon l'écriture ABCD ou Vaï selon l'écriture MOGA. Dans les deux cas, le nom en gallo se prononce [vaj].
Sa forme bretonne, proposée par l'OPLB, est Gwez.

## Histoire

### De la Préhistoire au haut Moyen Âge
Le territoire de la commune est habité dès la période Néolithique, comme le montre la présence du menhir de la Pierre qui Tourne à la Drouetterie.
Pendant l'Antiquité, ce territoire est traversé par la voie romaine reliant Nantes (Condevincum) à Rennes (Condate) par Blain, localité notable, mais dont le nom ancien n'est pas connu. Comme toute la région, Vay est dans une zone de peuplement celte (cité des Namnètes), intégrée à l'Empire romain à partir de la conquête de Jules César (la cité des Namnètes fait partie de la province de Lyonnaise à partir du règne d'Auguste).
Au cours du haut Moyen Âge, les Bretons atteignent la partie occidentale de l'évêché de Nantes, marquant la toponymie jusqu'à Guémené-Penfao et même à Marsac. Jean-Yves Le Moing estime à 8.5 % le taux de toponymes d'origine bretonne sur le territoire de Vay.
Au milieu du IXe siècle, le territoire tout entier des diocèses de Nantes et de Rennes est conquis par le chef breton Erispoë, qui instaure le royaume de Bretagne (851-939), ensuite duché de Bretagne, jusqu'à son intégration au domaine royal en 1532.
Aucun document n'indique l'existence d'une localité notable au Xe siècle à Vay. 

### Le prieuré Saint-Germain de Vay
Le prieuré Saint-Germain, fondé par l'abbaye Saint-Gildas-des-Bois, filiale de l'abbaye Saint-Germain d'Auxerre, est à l’origine de la paroisse (puis commune) de Vay.
Dans le Cartulaire général de l’Yonne, on trouve une des plus anciennes[pas clair] attestations de ce prieuré : une bulle pontificale datant de 1188, par laquelle le pape Clément III confirme une liste de possessions de l’abbaye d’Auxerre. Il écrit notamment (en latin dans l'original) : « au diocèse de Nantes, le monastère de Saint-Germain de Vay » (monasterium Sancti Germani de Aveio). Ce monastère est évidemment antérieur à 1188, mais la date précise de son installation n'est pas connue.
Les plus anciens pouillés contenus dans le cartulaire de l’abbaye Saint-Sauveur de Redon, datant du XIIIe siècle et indiquant « les bénéfices membres[pas clair] des abbayes du diocèse de Nantes » indiquent : «  Eveum (Vay) XII lib…Cure… l’abbé de St Gildas des Bois »[pas clair].
Dans son Dictionnaire d’histoire et de géographie ecclésiastique (1914), Mgr. Baudrillard écrit que : « […] le seul bénéfice nantais mentionné dans les pouillés de l’abbaye d’Auxerre […] le nomme Sancti Germani de Aveyo; […] confusion facile avec le latin Eveyum (Vay) du XIIe siècle. ».
Dans son compte rendu critique à propos du Dictionnaire topographique du département de la Loire-Inférieure contenant les noms anciens et modernes de Henri Quilgars (1877-1937), Léon Maître (1840-1926), spécialiste d'histoire locale, note en 1905 : « insérer dans un dictionnaire topographique des formes latines du XIVe siècle, c’est tendre un piège au lecteur non-érudit […] quand on m’a appris que Vay s’appelait Eveium, il m’importe peu de savoir que les clercs du XIVe siècle en ont fait Vayum ».

### La seigneurie de Vay à la fin du Moyen Âge et à l'époque moderne
La seigneurie de Vay, dont le centre est le manoir de la Cineraye, revient[Quand ?] à Jean de Bellouan, qui en fait une juveigneurie de la châtellenie de Nozay. Elle échoit au XVe siècle à une branche de la famille d'Avaugour, originaire du Penthièvre (paroisse de Saint-Pever), dans le nord du duché de Bretagne.
Les Avaugour, convertis au protestantisme, parviennent à gérer cette paroisse catholique sans soucis[pas clair].

### Période contemporaine (depuis 1789)
Pendant la Révolution française, Vay est détruit[réf. nécessaire] au cours des combats entre les insurgés vendéens et chouans et les troupes républicaines, qui ont lieu principalement en 1793, lors de la virée de Galerne.
Au XIXe siècle, la commune garde une forte tendance légitimiste[réf. nécessaire].
En 1959, une partie du territoire de la commune en est séparée et devient la commune de La Grigonnais.

## Politique et administration
Vay est située dans le canton de Guémené-Penfao (arrondissement de Châteaubriant).

### Administration municipale
Du fait de sa population, la commune a un conseil municipal de dix-neuf membres (article L2121-2 du Code général des collectivités territoriales) : le maire, cinq adjoints et treize conseillers.
La mairie se situe au no 5 de la rue Principale.

### Liste des maires depuis 1823
| Période                                  | Période              | Identité              | Étiquette | Qualité                                              |
| ---------------------------------------- | -------------------- | --------------------- | --------- | ---------------------------------------------------- |
| 1823                                     | 1831                 | Joachim Chérel        |           |                                                      |
| 1831                                     | 1834                 | Mathurin Letort       |           |                                                      |
| 1834                                     | 1855                 | Jean Luce             |           |                                                      |
| 1855                                     | 1884                 | Louis Rouaud          |           |                                                      |
| 1884                                     | 1888                 | Henri de Brégeot      |           |                                                      |
| 1888                                     | 1896                 | Louis Rouaud          |           |                                                      |
| 1896                                     | 1911                 | François Bidaud       |           |                                                      |
| 1911                                     | 1935 (décès)         | Louis Gourbil         |           |                                                      |
| juin 1935                                | octobre 1974 (décès) | Prosper Bidaud        |           | Retraité, adjoint au maire (1933 → 1935)             |
| décembre 1974                            | mars 1989            | Léon Chiron           |           | Menuisier ébéniste                                   |
| mars 1989                                | juin 1995            | Pierre Godeux         |           | Inséminateur, ancien adjoint                         |
| juin 1995                                | mars 2014            | Jean Blandin          |           | Directeur de collège, adjoint au maire (1989 → 1995) |
| mars 2014                                | En cours             | Marie-Chantal Gautier | MoDem     | Professeur des écoles                                |
| Les données manquantes sont à compléter. |                      |                       |           |                                                      |

### Intercommunalité
Vay est membre de la communauté de communes de la région de Nozay, constituée de sept communes dont Nozay.

## Population et société

### Démographie
Selon le classement établi par l'Insee en 1999, Vay était une commune rurale non polarisée.

#### Évolution démographique
La commune est démembrée partiellement en 1958 pour permettre la création de La Grigonnais.
L'évolution du nombre d'habitants est connue à travers les recensements de la population effectués dans la commune depuis 1793. Pour les communes de moins de 10 000 habitants, une enquête de recensement portant sur toute la population est réalisée tous les cinq ans, les populations de référence des années intermédiaires étant quant à elles estimées par interpolation ou extrapolation. Pour la commune, le premier recensement exhaustif entrant dans le cadre du nouveau dispositif a été réalisé en 2008.

En 2022, la commune comptait 2 084 habitants, en évolution de +1,17 % par rapport à 2016 (Loire-Atlantique : +6,68 %, France hors Mayotte : +2,11 %).
| 1793  | 1800  | 1806  | 1821  | 1831  | 1836  | 1841  | 1846  | 1851  |
| ----- | ----- | ----- | ----- | ----- | ----- | ----- | ----- | ----- |
| 1 998 | 2 018 | 2 006 | 2 070 | 2 285 | 2 203 | 2 294 | 2 515 | 2 681 |

| 1856  | 1861  | 1866  | 1872  | 1876  | 1881  | 1886  | 1891  | 1896  |
| ----- | ----- | ----- | ----- | ----- | ----- | ----- | ----- | ----- |
| 2 793 | 2 922 | 3 104 | 3 039 | 3 162 | 3 302 | 3 370 | 3 334 | 3 298 |

| 1901  | 1906  | 1911  | 1921  | 1926  | 1931  | 1936  | 1946  | 1954  |
| ----- | ----- | ----- | ----- | ----- | ----- | ----- | ----- | ----- |
| 3 338 | 3 296 | 3 283 | 2 839 | 2 840 | 2 685 | 2 611 | 2 430 | 2 277 |

| 1962  | 1968  | 1975  | 1982  | 1990  | 1999  | 2006  | 2008  | 2013  |
| ----- | ----- | ----- | ----- | ----- | ----- | ----- | ----- | ----- |
| 1 293 | 1 219 | 1 099 | 1 119 | 1 122 | 1 227 | 1 725 | 1 871 | 2 047 |

| 2018  | 2022  | - | - | - | - | - | - | - |
| ----- | ----- | - | - | - | - | - | - | - |
| 2 033 | 2 084 | - | - | - | - | - | - | - |

#### Pyramide des âges
La population de la commune est relativement jeune.
En 2018, le taux de personnes d'un âge inférieur à 30 ans s'élève à 40,2 %, soit au-dessus de la moyenne départementale (37,3 %). À l'inverse, le taux de personnes d'âge supérieur à 60 ans est de 17,1 % la même année, alors qu'il est de 23,8 % au niveau départemental.
En 2018, la commune comptait 1 029 hommes pour 1 004 femmes, soit un taux de 50,61 % d'hommes, largement supérieur au taux départemental (48,58 %).
Les pyramides des âges de la commune et du département s'établissent comme suit.
| Hommes | Classe d’âge | Femmes |
| ------ | ------------ | ------ |
| 0,1    | 90 ou +      | 0,7    |
| 3,5    | 75-89 ans    | 6,3    |
| 11,6   | 60-74 ans    | 12,0   |
| 19,8   | 45-59 ans    | 19,0   |
| 23,0   | 30-44 ans    | 23,7   |
| 15,0   | 15-29 ans    | 13,8   |
| 27,0   | 0-14 ans     | 24,5   |

| Hommes | Classe d’âge | Femmes |
| ------ | ------------ | ------ |
| 0,6    | 90 ou +      | 1,8    |
| 6      | 75-89 ans    | 8,6    |
| 15,1   | 60-74 ans    | 16,4   |
| 19,4   | 45-59 ans    | 18,8   |
| 20,1   | 30-44 ans    | 19,3   |
| 19,2   | 15-29 ans    | 17,4   |
| 19,5   | 0-14 ans     | 17,6   |

### Santé
Il n'y a pas de médecin ni d'infirmier installé à Vay. Le médecin le plus proche est basé à Marsac-sur-Don, l'infirmière la plus proche est à Nozay. L'hôpital et les cliniques les plus proches se situent à Châteaubriant.

### Enseignement
La commune fait partie de l'académie de Nantes. Pour l'enseignement élémentaire, la commune dispose d'une école privée, l'école St Yves, et de l'école publique du Bois Viaud.

### Vie associative
On trouve quelques associations dans la commune. On peut citer le club de football, l'US Vay ainsi que l'association « les Tréteaux de Vay ».

### Médias
La presse écrite locale est principalement dominée par le Groupe SIPA - Ouest-France et ses éditions de Ouest-France et Presse-Océan.
Deux chaînes de télévision locales se partageant un canal émettent sur la région nantaise : TéléNantes et Nantes 7. Pour les informations locales, la chaîne France 3 émet un décrochage local avec  France 3 Ouest Estuaire.

## Économie
L'économie de Vay est essentiellement tournée vers l'agriculture. On compte 39 exploitations agricoles en 2008. L'élevage laitier est la principale activité agricole. On trouve ensuite l'artisanat et les services de proximité.
| 1119                                               | 924 | 874 | 49 | 70,0 | 5,3 |
| Source : Données statistique sur l'emploi (Insee)' |     |     |    |      |     |

## Culture locale et patrimoine

### Patrimoine religieux

#### Église Saint-Pierre
L'église Saint-Pierre est construite à la fin du XIXe siècle par l'architecte Bougoin. Elle est inspirée par l'architecture gothique du XIIIe siècle. L'église devait à l'origine recevoir un clocher, mais au cours de la construction, l'idée est abandonnée et ce n'est qu'un clocheton qui surplombe la façade de l'édifice.

#### Chapelle Saint-Germain

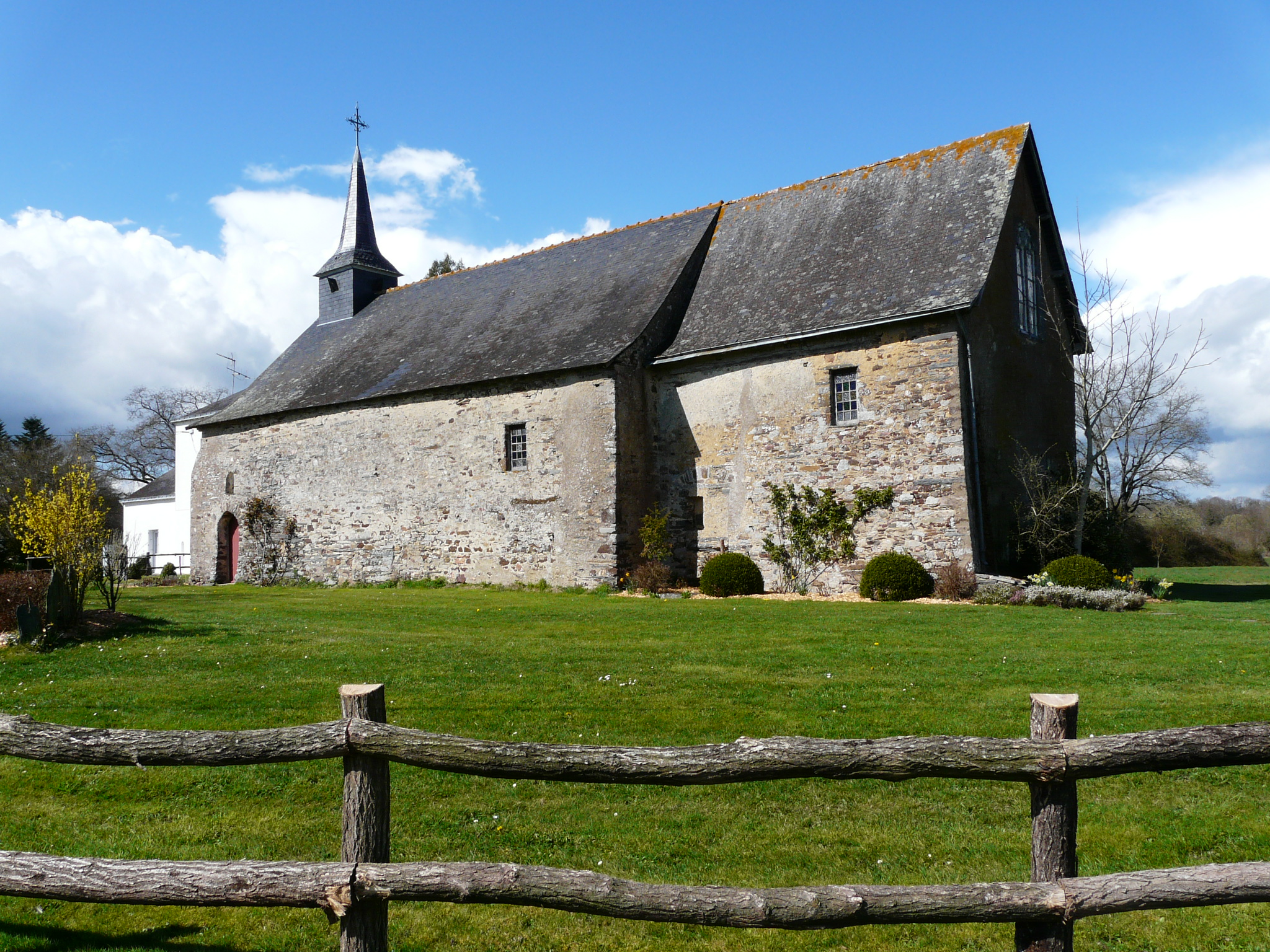
Vue d'ensemble de la chapelle Saint-Germain.

La chapelle Saint-Germain dépendait du prieuré Saint-Germain adjacent, fondé au XIe siècle par les moines bénédictins de l’abbaye de Saint-Gildas-des-Bois. Elle est vendue comme bien national pendant la Révolution française.
Bâtie en pierres de schiste, elle se compose d’une nef unique et d’un chœur plus étroit. Le chœur partiellement roman (XIIe siècle ?) est séparée de la nef, qui daterait de l’époque gothique, par un mur diaphragme percé d’un arcade romane de profil brisé. Il serait intéressant[pas clair] d’approfondir la datation du côté nord (petites fenêtres ébrasée) et de la façade ouest, épaulée par quatre contreforts maçonnés, caractéristiques qui semblent plus romanes que gothiques.
Les murs de la nef sont décorés par des fresques illustrant la vie de saint Germain, réalisées en 1995-1996 par le centre de fresques de Blain.
La chapelle abrite un reliquaire contenant des ossements de saint Germain. La fontaine de la chapelle était l'objet de pèlerinages en raison de ses supposées vertus thérapeutiques.
Un bâtiment jouxtant la chapelle est l'ancien prieuré Saint-Germain qui dépendait aussi de l'abbaye. Il a aussi été vendu pendant la Révolution. En 2003, Alain Plesse y peint une fresque Les Compagnons de Saint-Germain[réf. nécessaire].

#### Croix de chemin
La Croix des Quatre Contrées (1850), marque le point de rencontre des territoires des communes de Guémené-Penfao, Marsac-sur-Don, Vay et Le Gâvre, à l'extrémité nord-est de la forêt du Gâvre. Sur la face du socle en direction de Vay est inscrit le nom de la paroisse. La croix est située sur le territoire de la commune

### Patrimoine civil
Le menhir de la Drouetterie, situé dans un bosquet au sud de la commune sur la route de La Grigonnais, a été classé monument historique le 5 novembre 1928. Il était traditionnellement nommé « le grain de sable de Gargantua ».
Le manoir de La Cineraye, construit du XIVe au XVIIe siècle, était le siège de la seigneurie de Vay. On trouve encore un donjon datant du XIVe siècle. Demeure des Avaugour du XIVe au XVIIIe siècle, le château passe ensuite aux mains de plusieurs familles jusqu'au marquis de Montluc, dernier seigneur de Vay.
Le bâtiment de la mairie a été construit en 1760 pour faire office de presbytère. Pendant la Révolution française, il est vendu comme bien national.

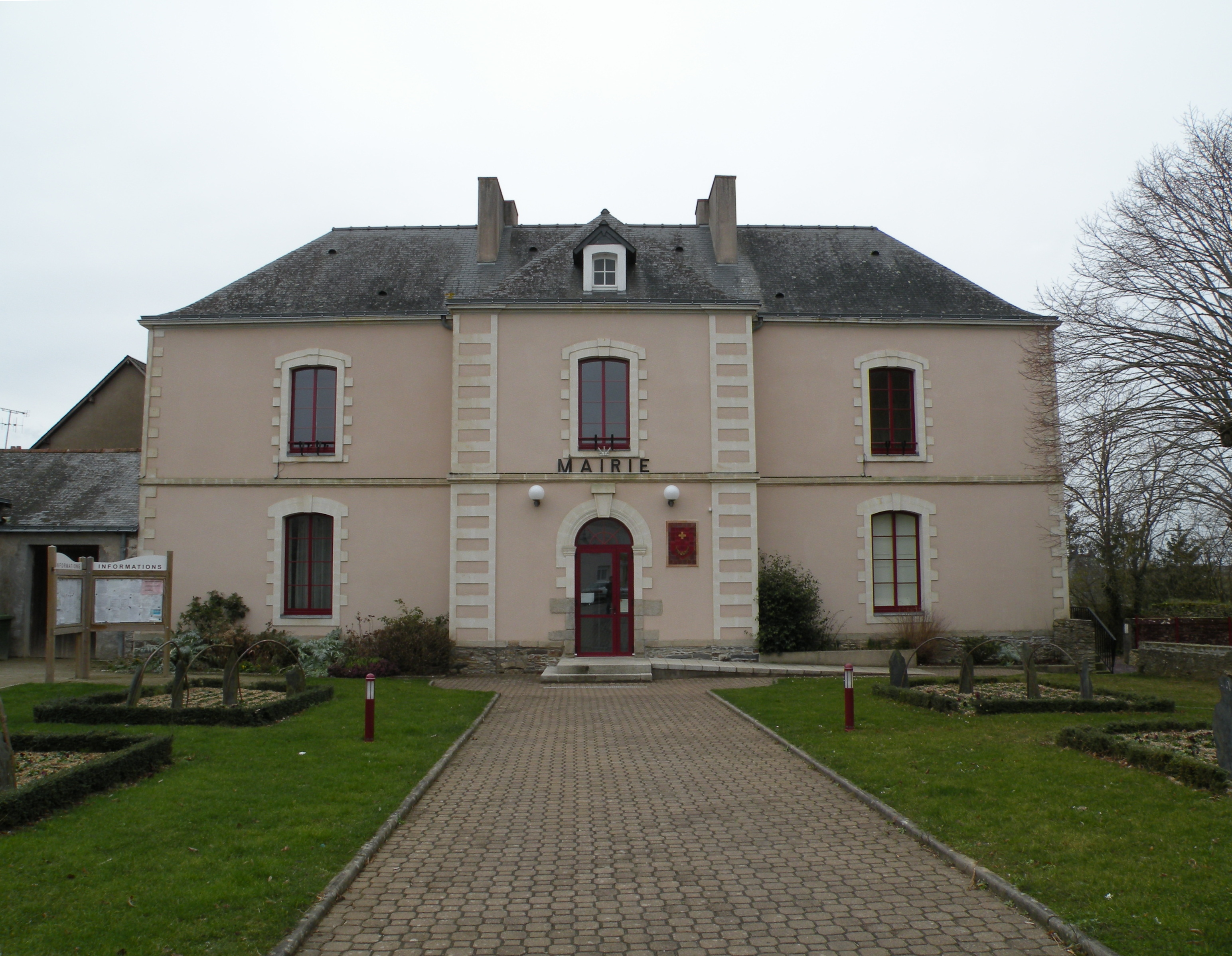
La mairie.
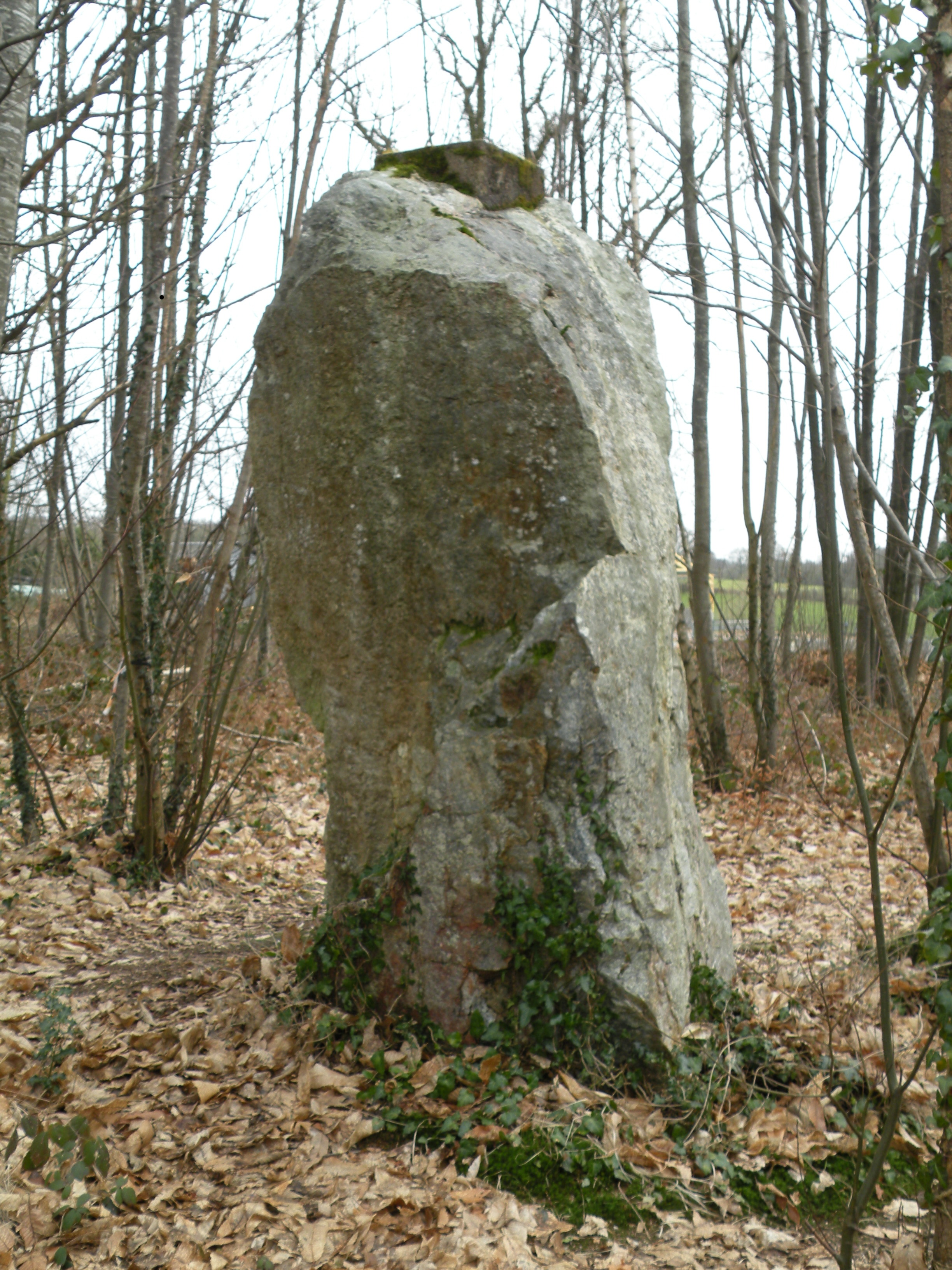
Le menhir de la Drouetterie.

### Héraldique
| Armes de Vay | De gueules au croissant d'hermine surmonté d'une croisette d'or. Ce blason est une brisure des armes de la famille de Vay, d'extraction noble depuis 1377 (mais la croisette de leur blason était d'argent et non d'or). Le croissant d'hermine évoque le blasonnement d'hermine plain de la Bretagne, rappelant l'appartenance passée de la ville au duché de Bretagne. Blason (délibération municipale du 9 avril 1967) enregistré le 13 mai 1970. |

## Personnalités liées à la commune
- Jean-Marie Mérel (1853-1932), né à Vay au hameau de Pibordel, missionnaire et évêque en Chine.
- Jean-Baptiste Malo (1899-1954), élevé à Vay, missionnaire en Chine et au Laos, martyr, béatifié en 2016 (« bienheureux »).
- Éloi Tassin (1912-1977), cycliste, mort à Vay.